# Урда де Сус (Горж)
Урда де Сус (рум. Urda de Sus) насеље је у Румунији у округу Горж у општини Стоина. Oпштина се налази на надморској висини од 179 m.

## Становништво
Према подацима из 2002. године у насељу је живело 421 становника, од којих су сви румунске националности.